# 唧鹀属
唧鵐屬（学名：Pipilo），又稱拖尾鳥屬，是雀鹀科下的一个属。
這種鳥英文名稱為towhee，跟地雀鵐屬（Melozone）為英文俗名towhee的兩屬之一。
屬名Pipilo源自於新拉丁語的的鵐和pipilare。意為雀鳥的唧啾聲，姊妹屬為雀鵐科更大的藪雀屬（Atlapetes）。

## 下属物种
本属包括以下物种：
- 绿尾唧鹀 Pipilo chlorurus (Audubon, 1839)
- 棕肋唧鹀 Pipilo erythrophthalmus (Linnaeus, 1758)
- 斑唧鹀 Pipilo maculatus Swainson, 1827
- 百慕達唧鹀 Pipilo naufragus Olson & Wingate, 2012 †
- 领唧鹀 Pipilo ocai (Lawrence, 1865)
- 绿背唧鹀 Pipilo socorroensis Grayson, 1867